# (6623) Trioconbrio
(6623) Trioconbrio est un astéroïde de la ceinture principale.

## Description
(6623) Trioconbrio est un astéroïde de la ceinture principale. Il fut découvert le 25 juin 1979 à l'Observatoire de Siding Spring par Eleanor Francis Helin et Schelte J. Bus. Il présente une orbite caractérisée par un demi-grand axe de 2,48 UA, une excentricité de 0,13 et une inclinaison de 4,6° par rapport à l'écliptique.
L'astéroïde est nommé en l'honneur du Trio con Brio Copenhagen (en), un ensemble de musique de chambre danois en formation trio avec piano.